# UFC on ABC: Rozenstruik vs. Almeida
UFC on ABC: Rozenstruik vs. Almeida（ユーエフシー・オン・エービーシー：ホーゼンストライク・バーサス・アウメイダ、別名UFC on ABC 4）は、アメリカ合衆国の総合格闘技団体「UFC」の大会の一つ。2023年5月13日、ノースカロライナ州シャーロットのスペクトラム・センターで開催された。

## 大会概要
本大会はジャルジーニョ・ホーゼンストライクとジャイルトン・アウメイダのヘビー級戦が組まれた。

## 試合結果

### プレリミナリーカード
第1試合 女子バンタム級 5分3R
○  タイナラ・リズボア vs.  ジェシカ＝ローズ・クラーク ×
3R 4:20 リアネイキドチョーク
第2試合 173ポンド契約 5分3R
○  ブライアン・バトル vs.  ゲイブリエル・グリーン ×
1R 0:14 KO（右フック→パウンド）
※バトルの体重超過によりウェルター級から変更。
第3試合 女子フライ級 5分3R
○  マンディ・ブーム vs.  キム・ジヨン ×
3R 1:55 負傷判定2-1（27-28、28-27、28-27）
第4試合 140ポンド契約 5分3R
○  ダグラス・シウバ・ジ・アンドラージ vs.  コーディー・スタマン ×
3R終了 判定3-0（29-28、29-28、29-28）
第5試合 ヘビー級 5分3R
○  カール・ウィリアムズ vs.  チェイス・シャーマン ×
3R終了 判定3-0（30-27、30-27、29-28）
第6試合 ウェルター級 5分3R
○  マット・ブラウン vs.  コート・マクギー ×
1R 4:09 KO（右ストレート）

### メインカード
第7試合 ライト級 5分3R
○  アレックス・モロノ vs.  ティム・ミーンズ ×
2R 2:09 ギロチンチョーク
第8試合 ライトヘビー級 5分3R
○  カーロス・アルバーグ vs.  イーホル・ポティエリア ×
1R 2:09 TKO（左フック→パウンド）
第9試合 ウェルター級 5分3R
○  イアン・ギャリー vs.  ダニエル・ロドリゲス ×
1R 2:57 TKO（右ハイキック→パウンド）
第10試合 ライトヘビー級 5分3R
○  ジョニー・ウォーカー vs.  アンソニー・スミス ×
3R終了 判定3-0（29-28、30-27、30-27）
第11試合 ヘビー級 5分5R
○  ジャイルトン・アウメイダ vs.  ジャルジーニョ・ホーゼンストライク ×
1R 3:43 リアネイキドチョーク

### 各賞
ファイト・オブ・ザ・ナイト：該当無し
パフォーマンス・オブ・ザ・ナイト：ジャイルトン・アウメイダ、イアン・ギャリー、カーロス・アルバーグ、マット・ブラウン
各選手にはボーナスとして5万ドルが授与された。

### カード変更
負傷などによるカードの変更は以下の通り。